# Walther Schönfeld (Jurist)
Walther Schönfeld (* 19. Mai 1888 in Ober-Baumgarten (Kreis Bolkenhain, Schlesien); † 24. Februar 1958 in Tübingen) war ein deutscher Rechtswissenschaftler.
Schönfeld besuchte das Gymnasium in Liegnitz und Strehlen, legte 1906 sein Abitur ab und studierte anschließend Rechtswissenschaften an den Universitäten Göttingen, Leipzig und Breslau. Das erste und zweite juristische Staatsexamen absolvierte er 1909 und 1914. 1911 wurde er in Breslau mit einer strafrechtlichen Arbeit promoviert. Nach dem Einsatz im Ersten Weltkrieg arbeitete er von 1919 bis 1921 an der Universität Berlin als Assistent am Kirchenrechtlichen Institut von Ulrich Stutz. 1921 habilitierte er sich in Breslau für Deutsches Recht, Handelsrecht und Kirchenrecht. 1922 wurde er an die Universität Königsberg berufen und von dort 1925 an die Universität Greifswald. Von 1928 bis 1946 und von 1949 bis 1954 war er Professor für Deutsches Recht, Kirchenrecht und Rechtsphilosophie an der Universität Tübingen.
Von 1927 bis 1933 war Schönfeld Mitglied der DNVP, seit 1932 des Stahlhelm, Bund der Frontsoldaten. Nach dessen Angliederung an die SA wurde er Mitglied der Reiter-SA. Seit 1933 war er Mitglied des Bundes Nationalsozialistischer Deutscher Juristen und seit 1935 Vertrauensmann für den NS-Dozentenbund. 1937 wurde er Mitglied der NSDAP. 1945 wurde er vom Dienst suspendiert und 1946 aus dem Beamtenverhältnis entlassen. Von 1945 bis 1947 studierte er Evangelische Theologie und war von 1947 bis 1949 als Pfarrer tätig. Danach kehrte er an die Universität zurück.
Neben seinen rechtshistorischen und kirchenrechtlichen Arbeiten hatte er einen Forschungsschwerpunkt in der Rechtsphilosophie.

## Schriften (Auswahl)
- Die Teilnahme von Zivil- und Militärpersonen an gemeinen und militärischen Delikten in strafrechtlicher und prozessualer Beziehung, jur. Diss. Breslau 1911.
- Die Vollstreckung der Verfügungen von Todes wegen im Mittelalter nach sächsischen Quellen. In: Zeitschrift der Savigny-Stiftung für Rechtsgeschichte. Germanistische Abteilung 42, 1921, S. 240–379 (zugleich: Habilitationsschrift).
- Die logische Struktur der Rechtsordnung, Vieweg u. Teubner, Wiesbaden 1927.
- Vom Problem der Rechtsgeschichte, Niemeyer, Halle 1927.
- Über den Begriff einer dialektischen Jurisprudenz, L. Bamberg, Greifswald 1929.
- Von der Rechtserkenntnis, de Gruyter, Berlin 1931.
- Das Rechtsbewußtsein der Langobarden auf Grund ihres Edikts. Entwurf einer deutschen Rechtslehre, Böhlau, Weimar 1934.
- Der deutsche Idealismus und die Geschichte, Mohr, Tübingen 1936.
- Vom Rechte, das mit uns geboren ist. Eine Rede, Vandenhoeck & Ruprecht, Göttingen 1940.
- Die Geschichte der Rechtswissenschaft im Spiegel der Metaphysik, Kohlhammer, Stuttgart 1943; 2. Auflage, umgearbeitet als: Grundlegung der Rechtswissenschaft, Kohlhammer, Stuttgart 1951.
- Über die Gerechtigkeit, Vandenhoeck & Ruprecht, Göttingen 1952.
- Zur Frage des Widerstandsrechts. Ein Gespräch. Kohlhammer, Stuttgart 1955.